# Hồng Tơ
Hồng Tơ tên thật Cao Văn Tơ (sinh ngày 11 tháng 12 năm 1963 tại xã Điều Hòa, thị xã Mỹ Tho, tỉnh Mỹ Tho, nay là thành phố Mỹ Tho, tỉnh Tiền Giang) từng là một diễn viên hài, diễn viên điện ảnh và nghệ sĩ cải lương người Việt Nam. Ông được khán giả biết đến qua các vai diễn trong các vở cải lương như Lý trưởng (vở Hòn Vọng Phu), ông bầu và Xuyên (vở Bàn thờ tổ một cô đào), Mã Nàm (vở Tình yêu và tướng cướp)...

## Sự nghiệp

### Hài đã đóng
- Hài thiếu nhi (Tuổi thần tiên 2)
- Sui giàu sui nghèo
- Liên khúc Lôtô
- Cà lăm hay nói
- Tướng cướp Bạch Hải Đường
- Thầy bói hết thời
- Big Star
- Đường lên đỉnh G
- 49 gặp 50
- Đi hỏi vợ
- Kén rễ
- Số đỏ
- Công ty đào tạo ca sĩ
- Chuyện tào lao
- Giai điệu hoa hồng
- Đừng đẻ nữa
- Vụ án Mã Ngưu

### Phim đã tham gia
- Cổ tích Việt Nam: Ăn khế trả vàng
- Cổ tích Việt Nam: Chàng đốn củi và con tinh
- Một thời ngang dọc
- Khi đàn ông có bầu
- Cái bóng bên chồng
- Người tình bí ẩn
- Lấy chồng hàn
- Thế thái nhân tình
- Có hẹn với yêu thương
- Và nhiều bộ phim khác

### Cải lương đã đóng
- Hòn Vọng Phu
- Bàn thờ tổ một cô đào
- Tình yêu và tướng cướp

### Ca khúc đã hát
- Tam nam vẫn phú (OST Tam nam vẫn phú)

## Bị bắt giữ vì hành vi đánh bạc
Ngày 7/5/2019, Hồng Tơ bị công an Thành phố Hồ Chí Minh bắt giữ vì hành vi đánh bạc.